# Incidente del DHC-2 Beaver di Sydney Seaplanes del 2017
Il 31 dicembre 2017, intorno alle 15:15 AEDT (UTC+11:00), un de Havilland Canada DHC-2 Beaver configurato come idrovolante si è schiantato nella Jerusalem Bay al largo di Cowan Creek, nella periferia nord di Sydney, in Australia. L'aereo, operato dalla Sydney Seaplanes, trasportava cinque passeggeri e un pilota, tutti morti nello schianto. Stava riportando i commensali dal ristorante Cottage Point Inn al Rose Bay Water Airport. L'ATSB ritiene probabile che le prestazioni del pilota siano state influenzate negativamente dall'avvelenamento da monossido di carbonio. Gli esami post mortem sui corpi delle vittime hanno mostrato livelli elevati di CO nel sangue e una crepa nel sistema di scarico è stata considerata la probabile fonte del gas.

## L'aereo
Il velivolo era un de Havilland Canada DHC-2 Beaver di 54 anni, costruito nel 1963 e immatricolato in Australia dal febbraio 1964; era spinto da un singolo motore Pratt & Whitney R-985 Wasp Junior.
Nel 1996, l'aereo rimase distrutto in un incidente mentre operava come spolveratore vicino ad Armidale, Nuovo Galles del Sud, provocando anche la morte il pilota. Venne poi completamente ricostruito; l'Autorità per la sicurezza dell'aviazione civile ha confermato che era stato riparato secondo i requisiti del settore.

## Le vittime
Il pilota canadese-australiano Gareth Morgan (44 anni) e cinque turisti britannici Richard Cousins (58), amministratore delegato della società britannica di servizi di ristorazione Compass Group, i suoi due figli, la sua fidanzata e sua figlia sono rimasti uccisi nello schianto.

## Le indagini
L'Australian Transport Safety Bureau (ATSB) ha aperto un'indagine sull'incidente. La maggior parte dei rottami dell'aereo è stata recuperata il 4 gennaio 2018. Il rapporto intermedio, pubblicato il 31 gennaio 2018, indicava che si era scoperto che l'aereo aveva seguito una traiettoria di volo diversa da quella abituale e non era riuscito a raggiungere l'altitudine necessaria per sorvolare il terreno circostante. Ha inoltre indicato che l'esame preliminare delle superfici di controllo del volo e dei controlli dell'aereo sembravano in perfetto ordine e nelle posizioni previste, e che il motore sembrava normale ai testimoni a terra. L'aereo è atterrato capovolto e tutti e sei a bordo hanno riportato ferite mortali.
Il 28 gennaio 2021, l'ATSB ha pubblicato il rapporto finale sull'incidente, in cui ha concluso che il pilota e i passeggeri avevano livelli di carbossiemoglobina nel sangue superiori al normale. Inoltre, diverse crepe preesistenti nell'anello del collettore di scarico, molto probabilmente avevano rilasciato gas di scarico nel vano motore/accessori, molto probabilmente erano entrati nell'abitacolo attraverso i fori nel firewall principale dove mancavano tre bulloni dai pannelli di accesso al magnete. L'aereo era dotato di un rilevatore di CO usa e getta, ma i rilevatori di CO di questo tipo sono stati ampiamente ritenuti inaffidabili.
Gli operatori dell'aeromobile hanno implementato modifiche al sistema di manutenzione, che includono:
- la dotazione di rilevatori elettronici di CO attivi;
- la verifica della funzionalità dei rilevatori di CO, che viene incorporata nella lista di controllo mensile delle apparecchiature di emergenza;
- la rimozione e l'installazione dei principali pannelli di accesso al firewall deve essere classificata come attività di manutenzione critica e richiederà la certificazione da parte di un ingegnere di manutenzione aeronautica autorizzato e un'ispezione di conformità;
- in seguito alle attività di manutenzione sul sistema di scarico del motore o all'uso dei principali pannelli di accesso al firewall, deve essere necessario eseguire il test per la presenza di CO;
- l'ispezione dei pannelli di accesso magnetico e il test del CO sono stati incorporati nell'ispezione di controllo "B" ogni 100 ore.

## Nella cultura di massa
L'incidente è stato presentato nella stagione 23, episodio 7 della serie di documentari canadesi Indagini ad alta quota, intitolato "Il disastro del volo da sogno".